# نهر جيمس
نهر جيمس (بالإنكليزية:James River) أحد أنهار الولايات المتحدة الأمريكية في ولاية فرجينيا. طوله 560كم ، ويمتد إلى 715 كم إذا كان أحد يتضمن نهر جاكسون أيضاً، وللنهر رافدين اثنين يتكون من التقائهما وهما جاكسون و كوباستور. تستنزف التجمعات البشرية نهر جيمس 10،432 ميل مربع (27،020 كم مربع). كما تتضمن مستوعبات المياه حوالي 4٪ من المياه النهر المفتوحة والمناطق السكنية يبلغ عدد سكانها 2.5 مليون نسمة حسب إحصاء عام (2000). يحتل هذا النهر المركز الثاني عشر بين أطول أنهار في الولايات المتحدة التي تنبع ونصب وتجري في ولاية واحد فقط.